# Elsa Fernández
Elsa Fernández González (1933, Buenos Aires – 29 de abril de 1964) fue una escritora argentina en lengua gallega. 

## Biografía
Era hija de emigrantes de Ourense de Entrimo. Desde muy joven mostró una vocación musical, estudiando piano. Trabajó como funcionaria administrativa en el Centro Gallego, donde trató a Luis Seoane y Eduardo Blanco Amor, con quienes entabló una gran amistad. Colaboró con AGUEA (Asociación Gallega de Universidad, Escritores y Artistas). Fue presidenta de la Asociación Argentina de Niños de Gallegos y colaboró con Follas Novas-Feria del libro gallego. 

## Obras
- Escolma, 1961 (finalista en el concurso organizado por el grupo Brais Pinto en 1961).[1]
- Lonxanía, 1965 (libro póstumo).